# Scaramuccia Music
Scaramuccia Music è un'etichetta discografica italiana.

## Storia della Scaramuccia Music
La Scaramuccia Music è una casa discografica italiana, fondata da Ennio Rega con Carla di Francesco nel 2004;
L'etichetta e le edizioni musicali insieme fanno parte della Scaramuccia s.r.l.; la sede è a Roma.
Dal 2004 al 2010 la distribuzione è affidata alla Egea Distribution.
Nel 2011 Scaramuccia s.r.l. firma un contratto di distribuzione con Edel Italia
La produzione musicale è relativamente varia, spazia della canzone d'autore al jazz, dal folk alla musica etnica.

## I dischi pubblicati

### CD
| Numero di catalogo | Anno           | Interprete                        | Titoli                                                                  |
| ------------------ | -------------- | --------------------------------- | ----------------------------------------------------------------------- |
| SCM 001-4          | Maggio 2004    | Ennio Rega                        | Concerie                                                                |
| SCM 002-5          | Gennaio 2006   | Ennio Rega                        | Scritture ad aria - con traccia Rom del Videoclip omonimo               |
| SCM 003-6          | Gennaio 2007   | Ennio Rega                        | Lo scatto tattile                                                       |
| SCM 004-1          | 2008           | Ethnos - Ensemble musicale lucano | O Bannu - Riscoperta delle antiche radici della cultura musicale lucana |
| SCM 003-7          | Settembre 2011 | Ennio Rega                        | Arrivederci Italia                                                      |